# Fightstar

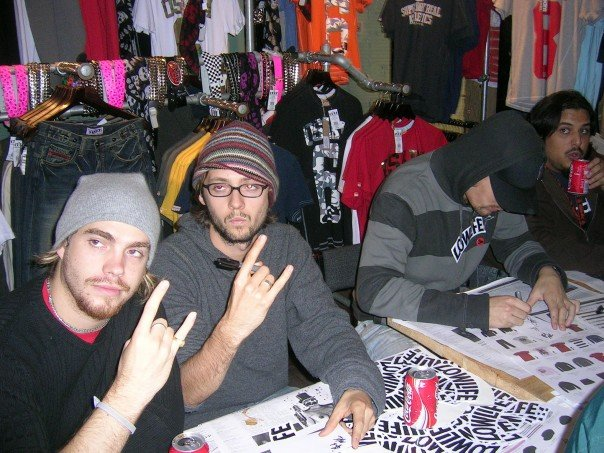
Fightstar während einer Autogrammstunde (2006)

Fightstar ist eine britische Alternative-Rockband.

## Bandgründung
Alex Westaway und Dan Haigh lernten sich in der Schule kennen. Dort spielten sie in verschiedenen Bands. Alex traf Charlie, der bis Anfang 2005 noch Mitglied der Band Busted war, auf einer Party. Sie beschlossen, gemeinsam Musik zu machen. Zusammen mit Dans Bekannten Omar Abidi gründeten sie Fightstar.
Der Name Fightstar leitet sich von Keanu Reeves’ früherer Band Dogstar und dem Film Fight Club (1999) ab, von dem Fightstar große Fans sind. Dem Verfasser des Romans (1996) zum Film Chuck Palahniuk, widmeten Fightstar ein Lied (Palahniuk’s Laughter), das auf der 2005 erschienenen Emocore-EP They Liked You Better When You Were Dead zu finden ist.

## Grand Unification
Im Frühjahr 2006 kam es zur Veröffentlichung des ersten Albums der Band. Das Album trägt den Titel Grand Unification. Viele Songs ihrer EP They Liked You better When You Were Dead wurden für ihr Debütalbum neu aufgenommen und befinden sich als neue Versionen auf Grand Unification.

## Trennung vonIsland Records
Im Herbst 2006 trennte sich die Band von ihrem englischen Label Island Records wegen Unstimmigkeiten. Im Februar 2007 schloss Fightstar sich Trustkill Records an. In der Zwischenzeit hatte Fightstar ihren Fans einen neuen Track namens  99  online kostenlos angeboten.

## One Day Son, This Will All Be Yours
Im Sommer 2007 veröffentlichte die Band schließlich ihr zweites Album One Day Son This Will All Be Yours in Großbritannien und die Single We apologize for nothing. Im Dezember 2007 folgte der Song Deathcar als Single mit limitierter Auflage. Von dem Lied gibt es wie schon bei Paint your target und Waste a Moment eine zensierte und eine unzensierte Version. Im März 2008 veröffentlichte die Band die dritte Single Floods.

## Besetzung
- Charlie Simpson (Gitarre, Klavier, Gesang)
- Alex Westaway (Gitarre, Gesang)
- Dan Haigh (Bass)
- Omar Abidi (Schlagzeug)

## Diskografie

### Alben
| Jahr | Titel                              | Höchstplatzierung, Gesamtwochen, AuszeichnungChartsChartplatzierungen (Jahr, Titel, Platzierungen, Wochen, Auszeichnungen, Anmerkungen) | Anmerkungen |
| Jahr | Titel                              | UK | Anmerkungen |
| ---- | ---------------------------------- | --- | ----------- |
| 2006 | Grand Unification                  | UK28 (2 Wo.)UK |             |
| 2007 | One Day Son This Will All Be Yours | UK27 (3 Wo.)UK |             |
| 2008 | Alternate Endings                  | UK85 (1 Wo.)UK |             |
| 2009 | Be Human                           | UK20 (3 Wo.)UK |             |
| 2015 | Behind the Devil’s Back            | UK19 (1 Wo.)UK |             |

### Singles
| Jahr | Titel Album                              | Höchstplatzierung, Gesamtwochen, AuszeichnungChartsChartplatzierungen (Jahr, Titel, Album, Platzierungen, Wochen, Auszeichnungen, Anmerkungen) | Anmerkungen      |
| Jahr | Titel Album                              | UK | Anmerkungen      |
| ---- | ---------------------------------------- | --- | ---------------- |
| 2005 | They Liked You Better When You Were Dead | UK86 (1 Wo.)UK | Deep Elm Records |
| 2005 | Paint Your Target                        | UK9 (7 Wo.)UK |                  |
| 2005 | Grand Unification (Part 1)               | UK20 (3 Wo.)UK |                  |
| 2006 | Waste a Moment                           | UK29 (2 Wo.)UK |                  |
| 2006 | Hazy Eyes                                | UK47 (1 Wo.)UK |                  |
| 2007 | We Apologise for Nothing                 | UK63 (1 Wo.)UK |                  |
| 2007 | Deathcar                                 | UK92 (1 Wo.)UK |                  |
| 2008 | The English Way                          | UK62 (1 Wo.)UK |                  |
| 2009 | Mercury Summer                           | UK46 (3 Wo.)UK |                  |

Weitere Singles
- 99 (2007)
- Floods (2008)
- I Am the Message (2008)
- Never Change (2009)
- A City On Fire (2009)